# Рудольф Гундлах
Рудольф Гундлах (1892—1957) — польський військовий інженер, винахідник і конструктор танків. Очолював конструкторський підрозділ Бюро технічних досліджень броньованої зброї.

## Біографія
Рудольф Гундлах народився 28 березня 1892 року у Віскітках, Російська імперія (нині Польща) у родині пастора. З 1903 по 1911 рік відвідував класичну гімназію в Лодзі, а потім вступив до Ризького технічного університету, де навчався до призову в Російську армію в 1916 році. Закінчив унтер-офіцерську артилерійську школу і служив у 8-й важкій артилерійській бригаді. У середині 1917 року став членом Союзу військових поляків у Тарту.
Гундлах вступив до Польської армії в листопаді 1918 року. Після закінчення школи автомобільних офіцерів у Кракові в жовтні 1919 р. служив ад'ютантом у Автомобільному командному центрі в Лодзі. Гундлах був призначений лейтенантом у грудні 1919 року і керував колоною військових машин під час польсько-радянської війни. У 1925 році закінчив навчання на машинобудівному факультеті Варшавського технологічного університету У січні 1930 року йому було присвоєно звання капітана, а в 1937 році — звання майора.
У міжвоєнній Польщі він працював в інженерному департаменті Міністерства військових справ, клерком в Інституті інженерних досліджень, а з 1931 р. був керівником Бюро з будівництва бронетанкової зброї в Інженерному інституті армії. У грудні 1934 року став начальником відділу проектування та будівництва Бюро технічних досліджень броньованої зброї. Він залишався на цій посаді до початку Другої світової війни, був нагороджений срібним хрестом заслуг.

## Еміграція
Після падіння Польщі в 1939 році Гундлах був одним із сотень тисяч польських солдатів, техніків, вчених та інженерів, які втекли до Франції через Румунію. У Франції працював у Бюро військової індустрії а в Міністерстві промисловості польського уряду в еміграції. Після падіння Франції проблеми зі здоров'ям не дозволили йому евакуюватися до Великої Британії, і він залишився у Віші у Франції до кінця війни.
Після Другої світової війни Гундлах домагався захисту прав інтелектуальної власності над своїм перископом, який був скопійований у кількох країнах і випускався під різними назвами. Він не мав успіху в Сполучених Штатах через тривалі та дорогі судові розгляди, але йому вдалося отримати ліцензійний збір від Британської королівської комісії .
Гундлах отримав велику плату за свій патент на перископ від деяких його виробників. У 1947 році він отримав компенсацію від британської влади, а французький суд присудив йому 84 мільйони франків за використання його винаходу Барб'є-Бернаром. Після сплати адвокатського збору, судових витрат і податків йому залишилось 17 мільйонів франків, що дозволило придбати віллу в Ле-Везіне під Парижем і заснувати пекарню в 1953 році. Його будинок служив місцем зустрічей польських іммігрантів. Він продав його в 1956 році і переїхав до Коломбеса, де помер 4 липня 1957 року і був похований на місцевому кладовищі.

## Перископ Гундлаха

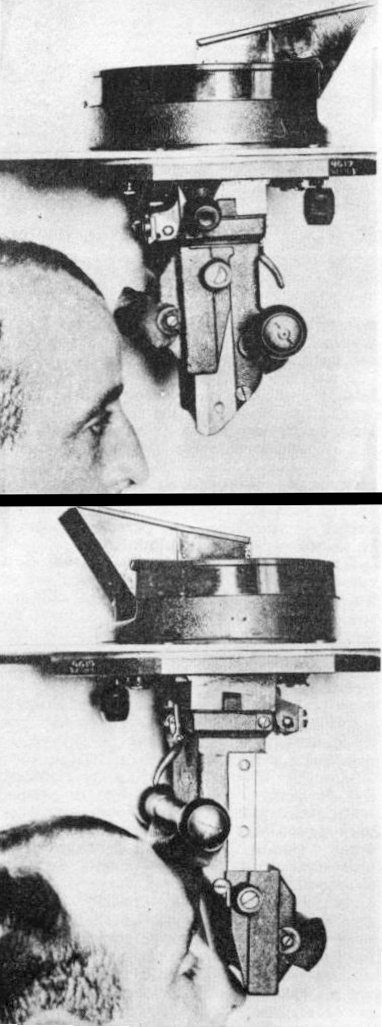
Перископ Гундлаха

Гундлах відомий своїм винаходом ротаційного перископа, запатентованого в 1938 році, що зробило можливим бачення на 360 °. Перископ давав змогу спостерігачеві (наприклад, командиру танка) дивитися вперед (верхня панель малюнка) або назад (нижня панель), не рухаючи свого місця. Оскільки це підвищило комфорт спостерігача та розширило поле зору, нова конструкція перископа була використана практично у кожному танку, побудованому після 1940 року.
Вперше проект був реалізований у польських танках TKS та 7TP. В рамках польсько-британської довоєнної військової співпраці патент був проданий компанії Vickers-Armstrong за один польський злотий / 1 злотий /.  Він був вбудований у всі британські танки (такі як « Хрестоносець», « Черчілль», « Валентин», « Кромвель»). Після падіння Польщі, Німеччини, СРСР та Румунії захопили обладнання, що дозволило скопіювати винахід. В СРСР перископ Гундлаха був відомий як МК-4 і застосовувався у всіх танках (включаючи Т-34 і Т-70). Всі танки Axis та БТР (включаючи танки Італії, Румунії, Угорщини, Фінляндії та Японії) були обладнані або модернізовані цим перископом до 1941 року. Після Другої світової війни технологія була застосована у всьому світі. Навіть сьогодні в деяких танках та БТР використовуються оригінальні перископи Гундлаха.